# Chilime
Chilime (nep. चिलिमे) – gaun wikas samiti w środkowej części Nepalu w strefie Bagmati w dystrykcie Rasuwa. Według nepalskiego spisu powszechnego z 2001 roku liczył on 325 gospodarstw domowych i 1521 mieszkańców (709 kobiet i 812 mężczyzn).